# Associazione Sportiva Acireale 1999-2000
Questa pagina raccoglie le informazioni riguardanti l'Associazione Sportiva Acireale nelle competizioni ufficiali della stagione 1999-2000.

## Rosa
| N. |                   | Ruolo | Calciatore        |
| -- | ----------------- | ----- | ----------------- |
|    | Italia (bandiera) | A     | Marco Alberio     |
|    | Italia (bandiera) | C     | Maurizio Anastasi |
|    | Italia (bandiera) | C     | Giuseppe Barone   |
|    | Italia (bandiera) | D     | Giuseppe Bonanno  |
|    | Italia (bandiera) | A     | Gaetano Calvaresi |
|    | Italia (bandiera) | C     | Vladimiro Caramel |
|    | Italia (bandiera) | D     | Michele Cataldi   |
|    | Italia (bandiera) | C     | Mario Chianello   |
|    | Italia (bandiera) | A     | Nicola Cosimano   |
|    | Italia (bandiera) | C     | Giovanni Costanzo |
|    | Italia (bandiera) | A     | Andrea D'Amblè    |

| N. |                   | Ruolo | Calciatore                      |
| -- | ----------------- | ----- | ------------------------------- |
|    | Italia (bandiera) | C     | Salvatore Giardina              |
|    | Italia (bandiera) | D     | Vito Incrivaglia                |
|    | Italia (bandiera) | P     | Gaetano Lucenti                 |
|    | Italia (bandiera) | C     | Livio Maranzano                 |
|    | Italia (bandiera) | D     | Gennaro Monaco                  |
|    | Italia (bandiera) | C     | Michele Perricone               |
|    | Italia (bandiera) | D     | Gianluca Rencricca              |
|    | Italia (bandiera) | A     | Orazio Russo                    |
|    | Italia (bandiera) | A     | Massimiliano Antonio Scichilone |
|    | Italia (bandiera) | C     | Giuseppe Tripodi                |
|    | Italia (bandiera) | C     | Vincenzo Vigna                  |